# Tikari (Alexandra Stan)
Tikari è un singolo della cantante rumena Alexandra Stan e del rapper portoricano LiToo, pubblicato il 7 agosto 2020.
Il brano è entrato nella Top 100 su iTunes Italia subito dopo la pubblicazione.
Il brano, nonostante la scarsa promozione e nessun posizionamento in classifiche musicali, rimane nel 2021 uno dei brani più ascoltati dell'artista nella piattaforma musicale Spotify.

## Remix
Il 18 dicembre 2020, viene rilasciata su Spotify una versione nuova insieme al rapper messicano W.Corona.

## Tracce
1. Tikari (featuring Litoo) – 2:34